# 真正後生動物
真正後生動物（しんせいこうせいどうぶつ、Eumetazoa）は、動物界に属する真核生物の一群である。

## 概要
後生動物から海綿動物を除いた動物の分類群である。エディアカラ紀初期から現在まで生存している。特徴としては、胚葉によって作られる真の組織があり、胚が原腸胚（嚢胚）期を経ることが挙げられる。
普通は少なくとも有櫛動物、刺胞動物と左右相称動物を含める。系統の明確でない小さな分類群である平板動物と中生動物については、ここに入れるかどうか議論されている。
一部の系統学者は、海綿動物と真正後生動物は別の単細胞生物から独立に進化したと想像している。その場合、後生動物は単系統群ではなく多系統群ということになる。しかし遺伝子解析の結果や、一部の形態的な共通点（襟細胞など）があることから、共通祖先があるとする見方が有力である。
最近の分子系統解析では、「最初に分岐した後生動物は有櫛動物である」という結果が得られることが多い。この場合、真正後生動物は非単系統群ということになる。一方で、従来通り真正後生動物（平板動物を含む）の単系統性を支持する解析も存在するため、議論が続いている。